# Afgeknotte bodem

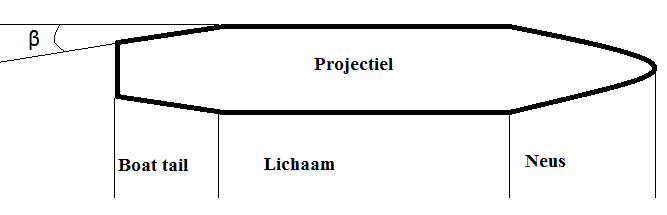
Boat Tail

Afgeknotte bodem, in het Engels boat tail is een techniek die gebruikt wordt om de weerstandscoëfficiënt te verminderen bij (voornamelijk) subsonische projectielen. 

## Principe
De boat tail, in het Nederlands gekend als afgeknotte bodem, bestaat er in de achterkant van een projectiel zodanig aan te passen dat de hoek tussen de zijkant en het achterste geen 90° bedraagt.
De hoek β is de hoek van de boat tail. Een maximale vermindering van de weerstandscoëfficiënt heeft plaats bij een β = 7°. Projectielen aan subsonische snelheid blijken een constante vermindering te kennen bij toenemende β, terwijl voor supersonische snelheden een duidelijk minimum bestaat. Zo is voor een projectiel dat aan snelheid Mach 1,2 vliegt de minimale weerstandscoëfficiënt CD van 0,12 bereikt bij een hoek β = 4°. Omdat projectielen vaak zowel een gedeelte van hun traject subsonisch als supersonisch afleggen, wordt βmax op 7° gesteld. 
De winst in dracht die verkregen kan worden bij het toepassen van een boat tail is van de ordegrootte 5%.

## Beperkingen
Een afgeknotte bodem kent beperkingen betreffende de snelheid (hoe hoger de snelheid, hoe kleiner het effect van de boat tail) en op het vlak van de grootte van de hoek β (zie principe voor de uitleg hiervan).